# Ампелионы
Ампелионы (лат. Ampelion) — род воробьиных птиц из семейства котинговых. Выделяют два вида, обитающих в Южной Америке, где они распространены в лесистых районах Анд, от западной Венесуэлы, через Колумбию, Эквадор и Перу до западной Боливии. Длина представителей этого рода — около 21 см. У обоих видов присутствует выступающий гребень на затылке. Питаются фруктами, но также поедают насекомых.

## Виды
Выделяют 2 вида:
- Ampelion rubrocristatus (D’Orbigny et Lafresnaye, 1837) — Краснохохлый ампелион
- Ampelion rufaxilla (Tschudi, 1844) — Каштановохохлый ампелион